# Districtul Keszthely
Keszthely (în maghiară Keszthelyi járás) este un district în județul Zala, Ungaria.
Districtul are o suprafață de 535,93 km2 și o populație de 49.384 locuitori (2013).